# Колегіум Полонікум
Колегіум Полонікум в Слубіцах — спільний науково-дидактичний майданчик двох університетів-партнерів: Університету ім. Адама Міцкевича в Познані (УАМ) і Європейського університету Віадріна (ЕУВ) у Франкфурті-на-Одері, заснована в 1992. Вуз розташований у Слубіцах, польському місті на протилежному березі Одри (Одеру) від Франкфурта; до 1945 року це місто було частиною Франкфурта-на-Одері.

## Цілі та передумови заснування

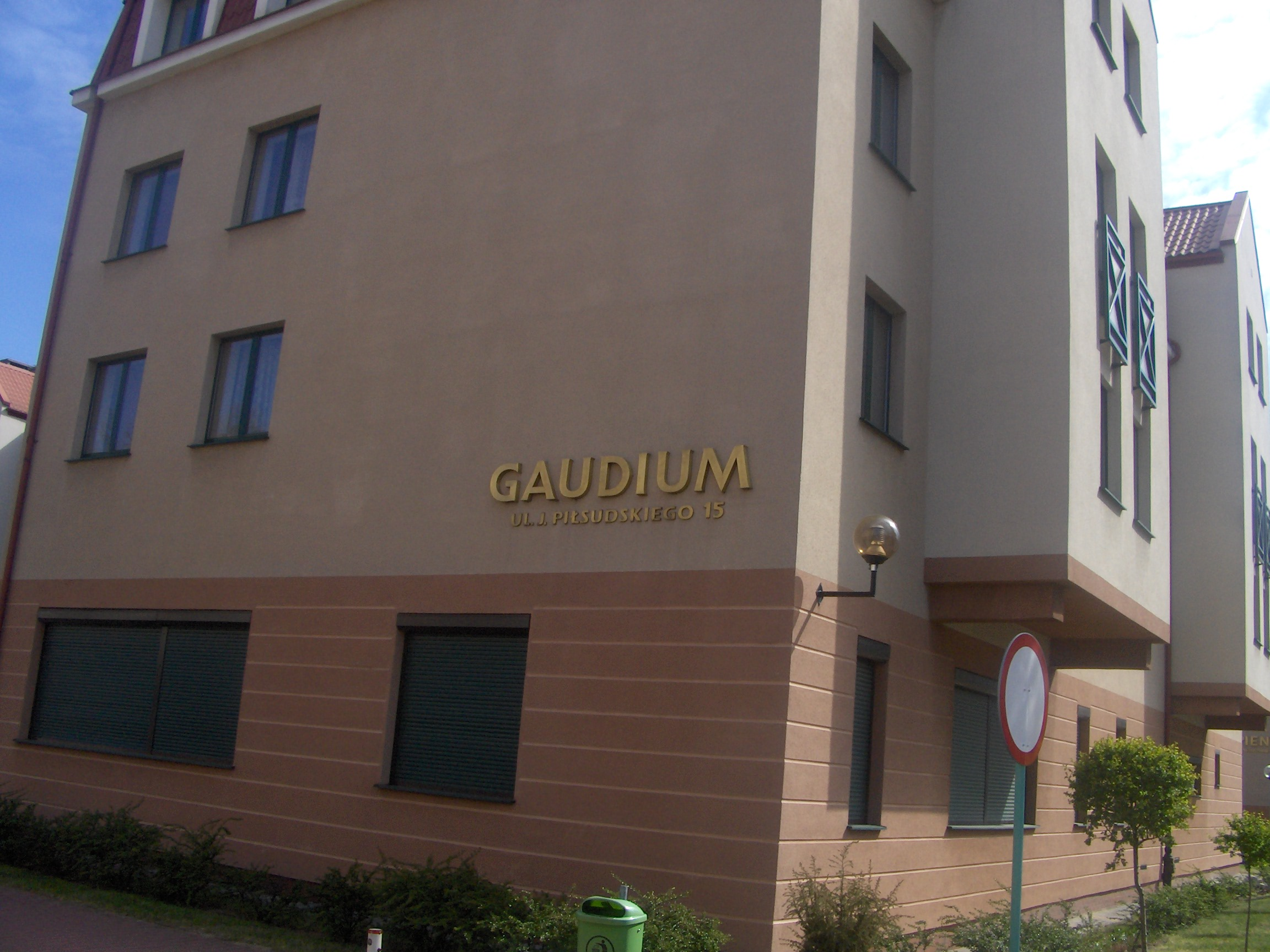
Більшість студентів Колегіум Полоникум живе в сучасних гуртожитках розташованих в районі «Студентський» в Слубіцах

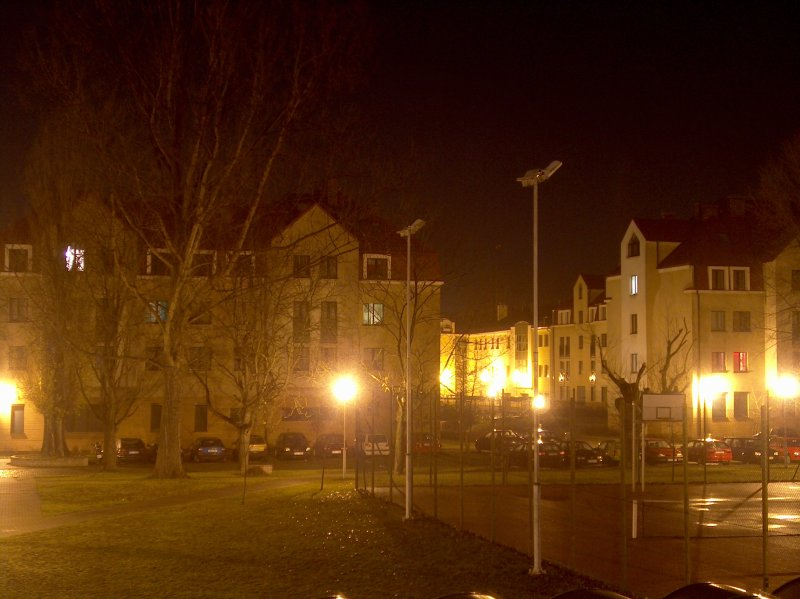
Гуртожитки «Gaudium» і «Sapientia» вночі

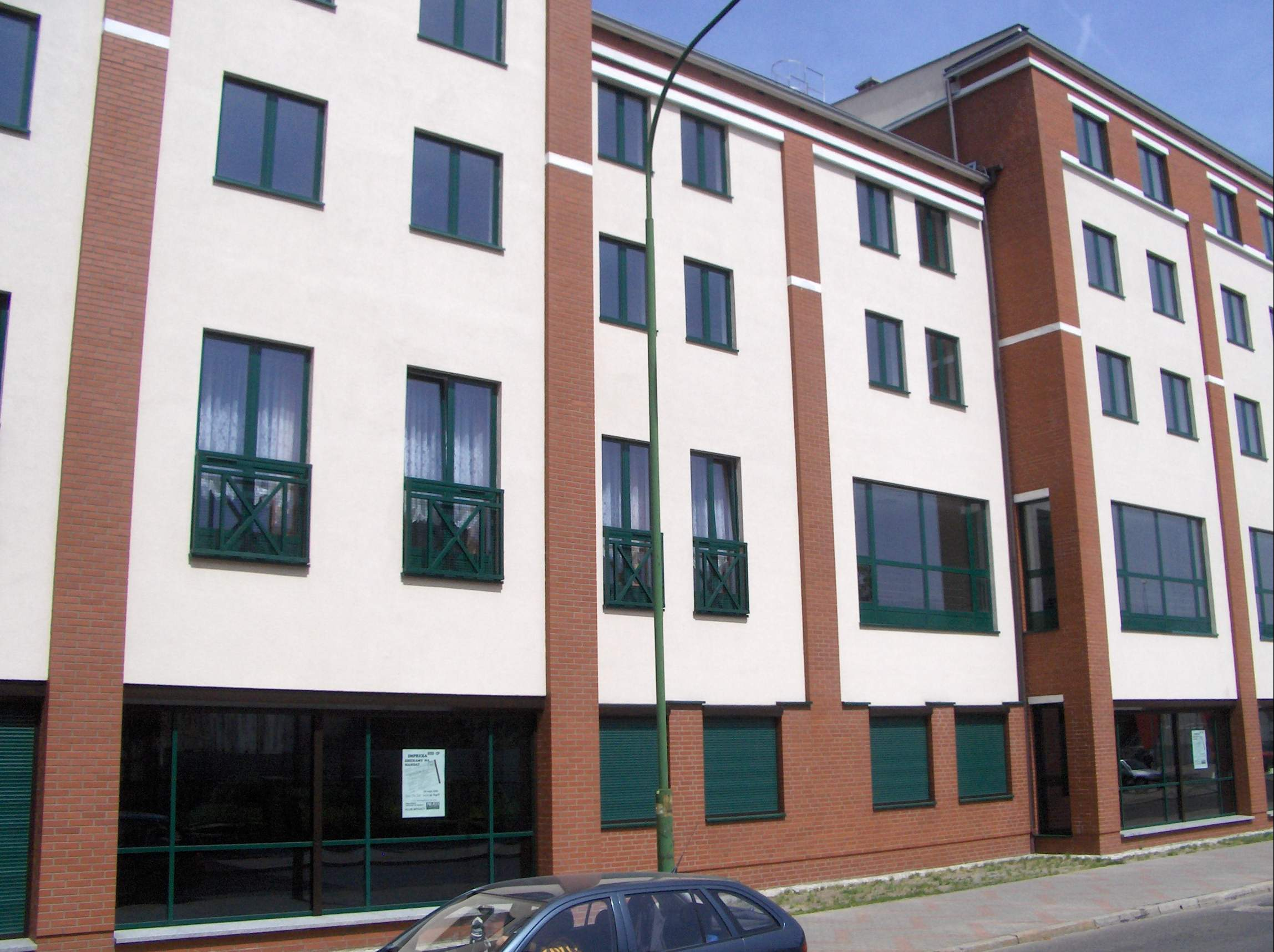
Клуб для студентів «Віткацій»

ВНЗ є формою спільної транскордонної роботи в області досліджень і дидактики. Відповідальність за цю наукову майданчик лежить одночасно на Польщі та німецькій землі Бранденбург.
Інші європейські університети також мають можливість участі в реалізації дослідницьких і дидактичних програм Колегіумі.
Головним завданням Колегіуму є робота на користь наукового і культурного взаємодії між Польщею і Німеччиною. У контексті зростаючої Європи Колегіум Полоникум стає місцем наукових зустрічей студентів і викладачів з цілого континенту.
Профілем Колегіуму є похідна напрямів навчання та дослідницький програм існуючих в УАМ в Познані і ЕУВ у Франкфурті-на-Одері. Це означає, що університет пропонує напрямки навчання під заступництвом одного або обох університетів, напрямки післядипломного навчання і доповнюють дидактичні заняття ЕУВ або ж польських університетів. Під час створення КП в першу чергу плануються дидактичні та дослідницькі програми в таких галузях:
- порівняння правових і конституційних систем Західної Європи та Центрально-східної Європи
- польська мова і польська культура
- процеси трансформації політичних систем у середньоєвропейських товариства
- міжкультурні процеси взаимодейтвия відбуваються в Європі, а також між Західною Європою та Центрально-східної
- економічні, правові, культурні, екологічні аспекти розвитку польсько-німецької прикордонної території в контексті розширення Євросоюзу на схід
- історія польсько-німецьких відносин
- проблематика охорони навколишнього середовища, а також формування ландшафту на берегах Одри

Крім цього Колегіум Полонікум бере на себе роль центру зустрічей, організовуючи конференції, семінари, виставки, а також заходи науково-популярні з метою виправлення і зміцнення польсько-німецьких відносин. Також внз допомагає забезпечити потреби регіону в області мовних курсів, спеціальних та підвищення кваліфікації.

## Вища освіта в Колегіум Полоникум
Головним завданням Колегіуму Полонікум є проведення і розвиток дидактичної роботи. Тут на 18 спеціальностях навчається понад 1700 студентів. Заняття проходять в денної, заочної та післядипломної формах. Колегіум Полоникум пропонує можливості придбання знань в області точних наук, так і гуманітарних. У процесі освіти молоді значну роль відіграє вивчення іноземних мов, яке у внз реалізується за допомогою сучасної технічної бази і фахівців.

### Вища освіта першого рівня
- Філологія — спеціальність «Польська філологія як іноземна»
- Польська філологія
- Політологія
- Політологія (заочне)
- Охорона навколишнього середовища
- Землеустрій
- Фізика — спеціальність «Прикладна інформатика»

### Вищу освіту другого рівня
- Політологія (заочне)
- Політологія англійською мовоюБібліотека

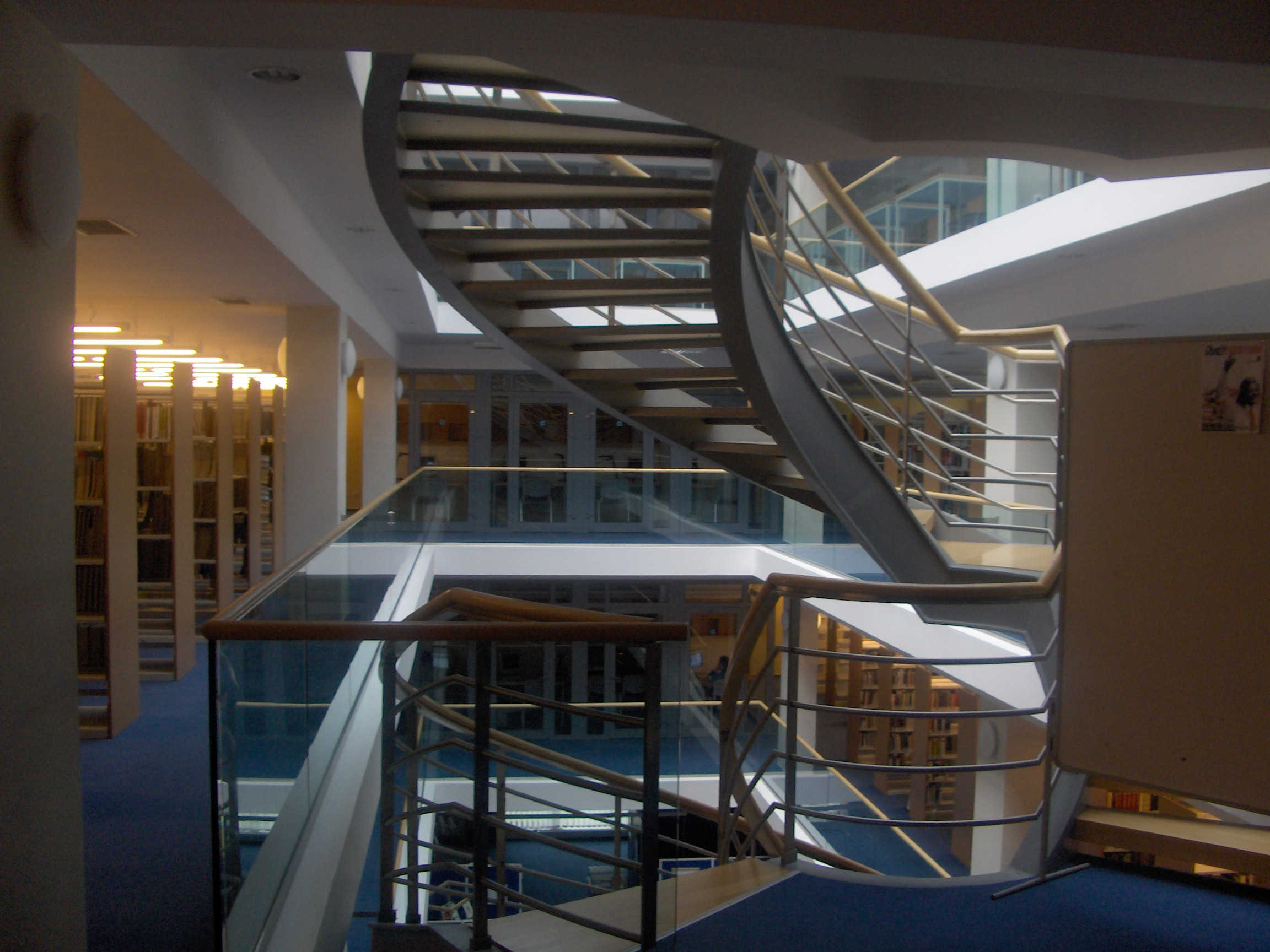
Бібліотека

- Master of European Studies (німецькою мовою)
- Охорона європейських надбань культури (німецькою мовою)
- Master of European Politician Studies (англійською мовою)
- Міжкультурна комунікація (німецькою і англійською мовами)

### Єдине магістрська вища освіта
- Землеустрій
- Право (тільки для студентів «Bachelor/Master of German and Polish Law» в ЕУВ

### Післядипломна освіта: вища
- Part time MBA — Управління для східної і середньої Європи
- Управління в екології
- Післядипломна освіта європейських програмБібліотека Колегіуму Полонікум в Слубіцах

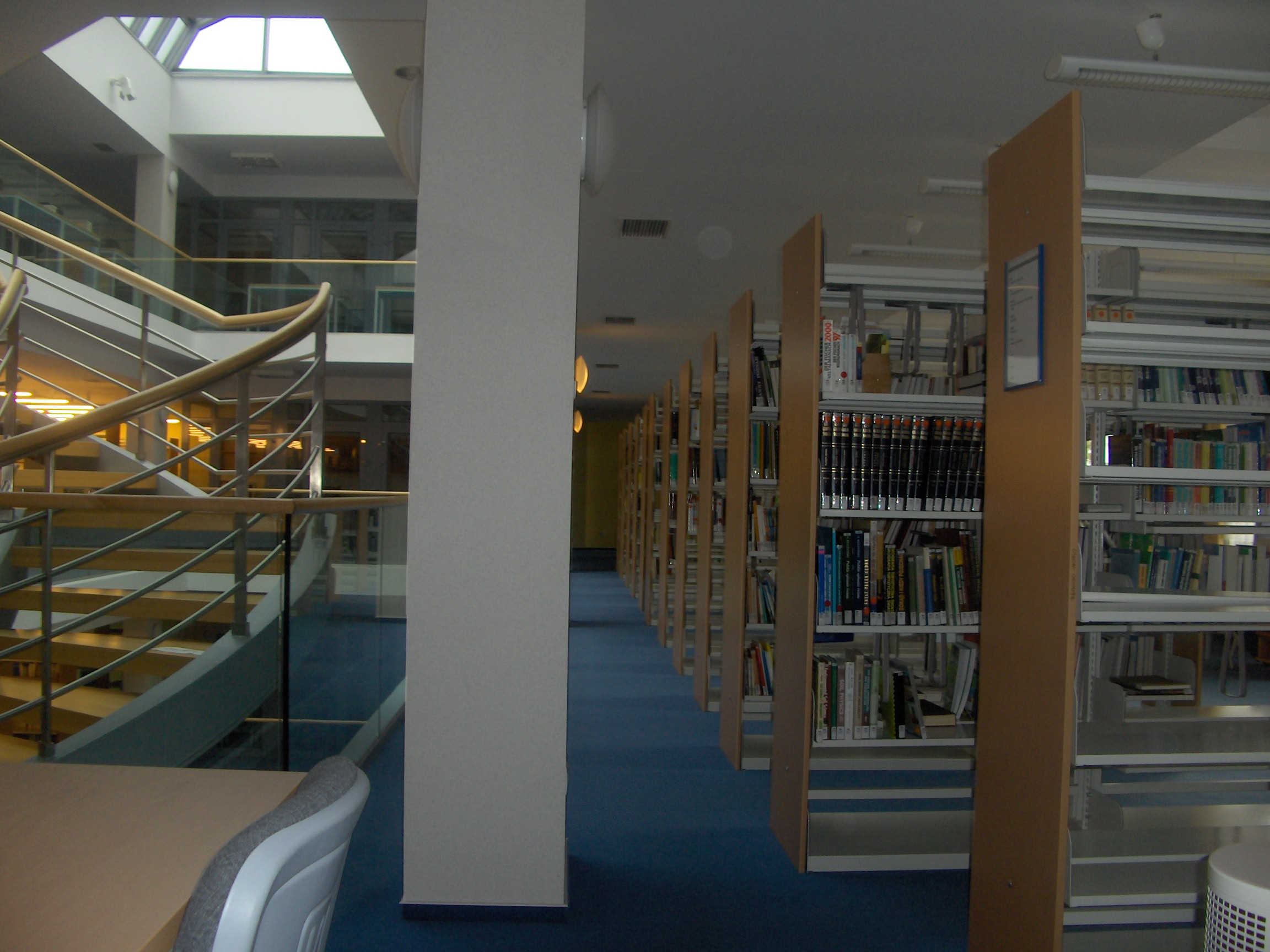
Бібліотека Колегіуму Полонікум в Слубіцах

- Післядипломна освіта для вчителів суспільствознавства
- Післядипломна освіта для лідерів самоврядування
- Післядипломна освіта для кандидатів у судові перекладачі

## Цікаві факти
- 2010 року один керівник Колегіуму Кшиштоф Войцеховскі став ініціатором і керівником проекту із спорудження Пам'ятника ВІкіпедії, який було встановлено в Слубіцах восени 2014 року.